# 宮田一雄
宮田 一雄（みやた かずお、1954年7月2日 - ）は、日本の実業家。徳島県生まれ。

## 経歴
- 1977年 大阪大学基礎工学部機械工学科卒業
- 1977年 富士通入社
- 2001年 システムインテグレーション事業本部 第二システムインテグレーション事業部長
- 2003年 通信ユーティリティソリューション本部長
- 2004年 経営執行役 生産革新本部長
- 2005年 富士通ビー・エス・シー取締役(非常勤)
- 2009年 執行役員
- 2011年 富士通アドバンストソリューションズ代表取締役社長
- 2012年 富士通アドバンストソリューションズ東海取締役(非常勤)
- 2013年 富士通ミッションクリティカルシステムズ代表取締役社長
- 2015年 富士通システムズ・ウエスト代表取締役社長
- 2016年 富士通 執行役員常務 グローバルサービスインテグレーション部門 西日本ビジネスグループ長
- 2017年 富士通 執行役員常務 デジタルフロントビジネスグループ長